# 劇場版ポケットモンスター みんなの物語
『劇場版ポケットモンスター みんなの物語』（げきじょうばんポケットモンスター みんなのものがたり）は、2018年7月13日に公開されたテレビアニメ『ポケットモンスター』の劇場版映画第21作目の作品。

## 概要
前作『キミにきめた!』と同じく、放送中のテレビアニメシリーズとは直接関係のないストーリーとなっている。
メインスタッフの編成は前作と大きく異なっている。過去20作品全てで監督を務めた湯山邦彦はアニメーションスーパーバイザーとなり、監督はXY編の監督を務めた矢嶋哲生に変更。また、アニメーション制作は『進撃の巨人』の制作会社であるWIT STUDIOがOLMと共同で手掛ける。シナリオ面ではポケモン初参加でWIT STUDIOの作品に名を連ねる梅原英司と高羽彩のほか、サポートとして『Re:ゼロから始める異世界生活』の作者であるライトノベル作家の長月達平が参加している。キャラクターデザインは同じくポケモン初参加で過去に『映画ドラえもん』のメインスタッフを務めた金子志津枝が担当する。
公開日は7月の土曜日が通例となっていたが、本作から金曜日に公開されている。
ルギアが劇場版でメインポケモンとなるのは2作目の『幻のポケモン ルギア爆誕』以来であり、同作でも使用された笛の音が劇中に登場する。
前作では第二世代（金・銀）以降のポケモンも登場していたが、本作で登場するポケモンは、メインポケモンであり新規の幻のポケモンであるゼラオラと、トリトの手持ちポケモンであるラランテスを除き、ほぼ第二世代までのポケモンである。

## ストーリー
人とポケモンが風とともに暮らす街「フウラシティ」では、1年に1度開催される「風祭り」のために、世界各地から様々な人やポケモンが集まっている。
伝説のポケモン・ルギアは、人とポケモンの絆を確かめると街に「恵みの風」を送るという約束を、昔から街の人たちと交わしていた。
それぞれの想いを持って風祭りに参加している、ラルゴ、リサ、トリト、カガチ、ヒスイ。そして、ポケモンマスターを目指す旅の途中でフウラシティを訪れた、サトシと相棒のピカチュウ。
人とポケモンの絆を軸にして、みんなの物語が大きく動き出す。

## 登場キャラクター

### レギュラーキャラクター
サトシ
声 - 松本梨香
本シリーズの主人公。世界一のポケモンマスターを目指すために、まだ見ぬポケモンとの出会いを求めて旅を続けている少年。
旅の途中でフウラシティを訪れ、風祭りに参加する。なお、本作にはピカチュウ以外に手持ちポケモンは登場せず、他にポケモンを持っているかどうかも明確に描かれていない。
ピカチュウ
声 - 大谷育江
サトシのパートナーポケモン。使用する技は「10まんボルト」「アイアンテール」「でんこうせっか」。
ロケット団
ピカチュウを捕まえようとしている三人組。
風祭りでは「ラムのみ」のジュースを販売して活動資金を稼いでいる。
ムサシ
声 - 林原めぐみ
ソーナンス
声 - うえだゆうじ
コジロウ
声 - 三木眞一郎
ニャース
声 - 犬山イヌコ
その他のキャラクター
ジュンサー
声 - 西村ちなみ
人やポケモンの様々な事件を取り締まる女性の警察官。
デザイン・声優はDPまでのものに準拠している。
ジョーイ
声 - 藤村知可
ポケモンセンターでポケモンの治療を行う女性。
デザインはDPまでに準拠するが、声優はBWで担当した藤村となっている。
ナレーション
声 - 石塚運昇

### 本作のオリジナルキャラクター
ラルゴ
声 - 芦田愛菜（特別出演）
フウラシティに住んでいる少女で、オリバー市長の娘。意志が強く、しっかりとした芯を持っている優しい性格。
ある一件からゼラオラとの接点を持つことになる。
リサ
声 - 川栄李奈（特別出演）
ポケモンのことをよく知らない、ポケモン初心者の女子高生。高い所が苦手。陸上部だったが、足の怪我で辞めている。
ケガをしている弟のリクに頼まれ、イーブイをゲットするために風祭りへやって来る。
イーブイ
弟のリクに頼まれゲットしたポケモン。サトシとピカチュウの協力を得て、リサがゲットする。当初はリサに懐かなかった。とある事件が発生し、場が混乱している最中に負傷する。その後のラッキーの応急処置が奏功し、大事には至らなかった。寝ている間もリサが体調を心配し、気遣ってくれたことで徐々に信頼するようになる。
トリト
声 - 濱田岳（特別出演）
ポケモン研究家。主にポケモンの特性やわざの研究を行っている。気弱で勇気を出せないでいるが、ポケモンに関する知識とポケモンへの愛情は誰にも負けない。
風祭りには、研究発表会を開くために参加している。
ラッキー
トリトのパートナーポケモン。いつもトリトの近くにいて、トリトを優しく励ます。
ドーブル
声 - 大隈健太
ヒトデマン
ラフレシア
ラランテス
カガチ
声 - 大倉孝二（特別出演）
お調子者で、ウソがやめられなくなってしまったホラ吹き男。一方で、優しくて頼りがいのある面も持ち合わせている。また、投球のコントロールが抜群である。
風祭りには、姪のリリィを楽しませるために妹のミアと3人で遊びに来る。
ウソッキー
声 - うえだゆうじ
ゲットレースの得点用だったポケモン。ゲットレース中に、カガチの行動により救われ、カガチに懐く。
ヒスイ
声 - 野沢雅子（特別出演）
フウラシティに住む「変わり者」といわれているおばあさん。右手に手袋をはめている。
過去の出来事が原因でポケモン嫌いになってしまったが、トリトの研究室で溢してしまった薬剤が「あまいかおり」を元に作られていたため、多くのポケモンたちから慕われる。
トゲピー
声 - かないみか
ムチュール
声 - 愛河里花子
マリル
声 - 真堂圭
ワニノコ
声 - 武隈史子
ヘラクロス
声 - 拝真之介
バルキー
声 - 富樫美鈴
カイリキー
ネイティオ
リク
声 - 中川翔子（特別出演）
リサの弟。足のケガで病院に入院している。
フウラシティで風祭りが開かれることを知り、リサに「イーブイをゲットして来てほしい」と頼み込む。
オリバー市長
声 - 山寺宏一（特別出演）
ラルゴの父であり、フウラシティの市長。責任感が強く厳格な性格。
ミア
声 - 嶋村侑
カガチの妹であり、リリィの母。嘘を重ねてしまうカガチのことを心配している。
リリィ
声 - 水瀬いのり
カガチの姪であり、ミアの娘。もともと体が弱い。カガチのことが大好き。
レモンキッズ
声 - ささきのぞみ
風祭りでレモネードを売っている少年たち。そのうちの一人がゴマゾウを連れている。関西弁を話す。
MCポケラン
独自に制作した「ポケランチャンネル」という動画を公開しているポケチューバー。派手な衣装に身を包んでいる、小学校高学年くらいの少年。彼の正体は後に判明する。
マネキ
声 - 清水理沙
オリバー市長の秘書。
研究員
声 - 浜田賢二、村上裕哉
研究発表をするために集まった研究員たち。
ハンター
声 - 櫻井トオル、高口公介
フウラシティの山奥のポケモンを狙うポケモンハンター。ニューラ（声 - 古島清孝）とヘルガー（声 - 小松昌平）を連れている。
リサの友達
声 - 桜あず

### ゲストポケモン
ゼラオラ
声 - 山寺宏一（特別出演）
本作のキーポケモン。フウラシティの山奥に住んでいるといわれる幻のポケモン。昔から土地の主として、野生のポケモンたちを助けてきた。
ルギア
風祭りの最終日に姿を現すといわれる伝説のポケモン。

## 設定用語
フウラシティ
本作の舞台となる、海と山に囲まれた街。
街の至るところに大きな風車が立てられており、さわやかな風を受けて常に回り続けている。この風車の風力発電により街に安定した電気が供給されるため、風は街で暮らす人々にとって無くてはならないものとなっている。
また市街地にはケーブルカーが走っており、坂の上からは海が一望できる。
1年に1度、ルギアとの約束から始まったといわれる「風祭り」が開かれている。
風祭り
フウラシティで開催されるお祭り。
風祭り会場は海の上にあり、市街地から長い橋で繋がっている。
会場の中心には大きな観覧車が立ち、その周りにはたくさんのパビリオンやアトラクション、飲食店などが並んでおり賑わいを見せる。
最終日にはルギアが現れ、人とポケモンの絆を確認すると「恵みの風」を送るといわれている。
ポケモンゲットレース
専用のモンスターボールを使って、街中に放たれた様々な種類のポケモンをゲットする風祭り恒例のイベント。通称「ゲットレース」。
ゲットしたポケモンのレベルに応じてポイントが変動する仕組みになっており、強いポケモンを数多くゲットしたプレイヤーが勝利する。

## スタッフ
- 原案 - 田尻智
- アニメーションスーパーバイザー - 湯山邦彦
- エグゼクティブプロデューサー - 岡本順哉、片上秀長
- プロデューサー - 下平聡士、松山進、知久敦、大日向俊
- アニメーションコーディネーター - 折方崇志、吉川兆二
- アニメーションプロデューサー - 加藤浩幸、和田丈嗣
- アシスタントプロデューサー - 坂本鼓太郎、舘愛美、石本順也
- デスク - 宮下瑞穂、村上葵、中内麻友
- 副監督 - 大和田淳
- 構成 - 梅原英司、矢嶋哲生
- 構成補佐 - 長月達平
- 脚本 - 梅原英司、高羽彩
- 絵コンテ - 矢嶋哲生 / 尼野浩正、深沢幸司、宮尾佳和、宮地☆昌幸、大和田淳、大塚隆史、森田宏幸、京極尚彦、細田直人、岡本英樹
- 演出 - 関野昌弘、鳥井聖美、渡邉徹明、京極尚彦、大和田淳、武藤信宏、飯島正勝、茉田哲明、中川淳
- キャラクターデザイン・EDイラスト - 金子志津枝
- 総作画監督 - 西谷泰史、丸藤広貴
- 総作画監督補佐 - 竹内杏子
- 作画監督 - 田島瑞穂、竹内杏子、茂木琢次、皆川一徳、蛯名秀和、西谷泰史、鈴木敦、高橋優、宮田忠明、小川知洋、太田都、吉川真一、岡昭彦、鳥井聖美、篠原隆、鷲田敏弥、中田亜希子、沢田正人、志村隆行、平山智、柳隆太、松原徳弘、加藤祐子、関野昌弘、中矢利子、山崎玲愛、伊藤典子、加藤恵子、吉野真一、大塚真史、後藤大
- 作画協力 - WIT STUDIO
  - キャラクター作画監督 - 崎本さゆり
  - アクション作画監督 - 長原圭太
  - 作画監督 - みうらたけひろ、池田早香、荒尾英幸、小澤円、加藤万由子、清水慶太、竹本佳子
  - メインアニメーター - 田中正晃
- 色彩設計 - 佐藤美由紀
- 色指定・検査 - 関野響子、畑野聡美、吉里修耶、安藤のぞみ、中村里沙、伊藤里奈、阿彦真凛、長岡柚衣、長澤諒司、小宮ひかり、上野夏子
- 色彩協力 - 吉野記通
- 特殊効果 - 太田憲之
- 美術監督 - 高尾克己
- 美術 - OLMデジタル、じゃっく
- 美術担当 - 空閑由美子、藤野真木子、吉田ひとみ / 栗原優芽、下田美那代、渚慎太郎、山内優子、松瀬美萌里、桑原加奈子、松田三千代
- 撮影監督 - 鯨井亮、高橋賢司
- 撮影監督補佐 - 長谷川菜穂
- 撮影 - 旭プロダクション
- CGI - OLM Digital
- CGIプロデューサー - 坂美佐子
- CGIスーパーバイザー - 近藤潤
- CGIディレクター - 伊藤良太、久保田哲也
- 編集 - 野川仁
- 編集助手 - ジェイ・フィルム / 堂山紗苗
- 音楽 - 宮崎慎二
- 音楽プロデューサー - 齋藤裕二、佐野弘明、村田莉恵
- 一部原曲・作曲 - 増田順一
- 一部作編曲 - 石塚玲依、東大路憲太
- 一部編曲 - 丸尾稔
- 音楽協力 - 小学館ミュージック & DE
- 音響監督 - 三間雅文
- 音響効果 - 神保大介
- 音響プロデューサー - 南沢道義、西名武
- 音響制作 - HALF H・P STUDIO
- 制作担当 - 増谷大輔、岡田麻衣子
- 制作担当補佐 - 宮地甲
- 制作デスク - 伊藤史哉、山田健太
- 設定制作 - 伊藤史哉、増谷大輔
- 制作進行 - 平嶋愛里香、重光克彦、前畑剛、内藤拓也、大木崇宏、平塚清文、伊藤史哉、鈴木隆太郎 / 岩船真裕、佐藤慧介、細野望、大谷丞
- 制作協力 - 網中望、座間淳平、柚木脇達己 / スノードロップ、A-Real、バーンストーム・デザインラボ、えかきや、RIC、Wish、トリガー、つむぎ作画技術研究所、ドラゴンプロダクション
- 製作 - 石原恒和、久保雅一、小島一洋、近藤正人、原口宰、市川南、中島一弘
- アソシエイトプロデューサー - 浅井認、弓矢政法、川崎由紀夫、宮原俊雄、盛武源
- アニメーション制作 - OLM,Inc. OLM Digital,Inc. Team Kato、WIT STUDIO
- 監督 - 矢嶋哲生
- 配給 - 東宝
- 製作 - ピカチュウプロジェクト（The Pokémon Company、小学館、テレビ東京、タカラトミー、ジェイアール東日本企画、OLM、東宝、小学館集英社プロダクション）

## 主題歌
本作は第18作目以来、オープニングテーマは無く、冒頭の風祭りのシーンを背景にクレジットが流れる。
エンディングテーマ「ブレス」
作詞 - 新藤晴一 / 作曲 - 岡野昭仁 / 編曲 - tasuku、Porno Graffitti / 歌 - ポルノグラフィティ（SMEレコーズ）

## テレビ放送
劇場版新作『ミュウツーの逆襲 EVOLUTION』公開を翌日に控えた2019年7月11日、テレビ東京系列では『ミュウツーの逆襲 EVOLUTION 公開記念! みんなで「みんなの物語」ポケモン2時間SP』として、18:55 - 20:49（JST）で地上波初の放送を行った。視聴率は1.4%（ビデオリサーチ調べ、関東地区・世帯・リアルタイム）。

### Web配信
2020年8月5日よりポケモン公式YouTubeチャンネルにて無料オンライン上映会として配信。無料映画配信はポケモン映画史上初の試みとなる。

## コミカライズ
『月刊コロコロコミック』2018年6～8月号に連載。作画は河本けもん。映画公開後に単行本が発売され、宣伝用のテレビCMも放送された。
映画本編では語られていない「ゼラオラの誕生からその後（劇中時間の50年前）に起きた事件」の部分を補完したオリジナルストーリーとなる。

## ノベライズ
小学館ジュニア文庫より小説版が2018年7月13日に発売された。著者は水稀しま。

## コラボレーション
リアル脱出ゲーム
SCRAPとのコラボで、『リアル脱出ゲーム×劇場版ポケットモンスター「風の遊園地からの脱出」』が東京ドームシティアトラクションズおよびひらかたパークにて開催。
東京ドームシティ（東京公演）では2018年7月14日から9月24日まで、ひらかたパーク（大阪公演）では7月18日から9月17日まで開催された。
参加者は風祭りに来た観客として謎を解き、伝説のポケモン・ルギアを召喚し脱出することがクリア条件。